# David Da Costa
David da Costa (sinh ngày 19 tháng 4 năm 1986) là một cầu thủ bóng đá người Thụy Sĩ-Bồ Đào Nha thi đấu cho câu lạc bộ tại Giải bóng đá vô địch quốc gia Thụy Sĩ FC Lugano, ở vị trí thủ môn.
Costa được ký hợp đồng bởi câu lạc bộ tại Serie B của Ý Novara Calcio vào ngày 4 tháng 6 năm 2015.